# Emmanuelle Béart

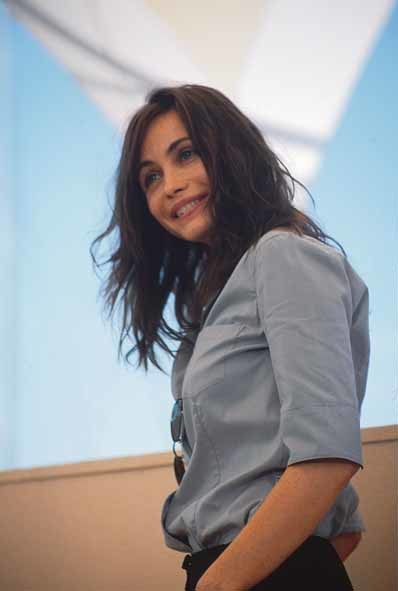
Emmanuelle Béart em Cannes 2000.

Emmanuelle Béart (Saint-Tropez, 14 de agosto de  1963) é uma atriz francesa. É filha do poeta Guy Béart e de Geneviève Galéa. 
Trabalhou com grandes diretores de cinema como François Ozon, Ettore Scola e Claude Chabrol. Também atuou em alguns filmes comerciais americanos como Missão Impossível. Foi casada com o ator francês Daniel Auteuil, com quem atuou em alguns filmes como Une femme française e com quem tem uma filha: Nelly, nascida em 1992.
Em 1996 nasceu o seu segundo filho: Johan, cujo pai é David Moreau.
Em 1997 foi presa por participar de uma passeata realizada em Paris a favor dos direitos dos imigrantes ilegais na França. 
Emmannuelle é embaixadora da UNICEF para o fundo das crianças.

## Filmografia
- 2021 - L'Étreinte
- 2020 - Merveilles à Montfermeil
- 2017 - Beyond the Known World
- 2014 -	My Mistress
- 2014 - Les Yeux jaunes des crocodiles
- 2013 - Par exemple, Électre
- 2012 - Télé gaucho
- 2011 - Bye Bye Blondie
- 2011 - Les amours perdues
- 2011 - Ma compagne de nuit
- 2010 - Ça commence par la fin
- 2010 - Nous trois
- 2008 - Vinyan
- 2008 - Mes stars et moi
- 2008 - Disco
- 2007 - Les témoins
- 2006 - Le héros de la famille
- 2006 - A Crime
- 2005 - L'enfer
- 2005 - Un fil à la patte
- 2004 - D'Artagnan et les trois mousquetaires (TV)
- 2004 - À boire
- 2003 - Nathalie X (Nathalie...)
- 2003 - A história de Marie e Julien (Histoire de Marie et Julien)
- 2003 - Anjo da guerra (Les égares)
- 2002 - 8 mulheres (8 femmes)

- 2001 - La répétition
- 2001 - Voyance et manigance
- 2000 - Les destinées sentimentales
- 1999 - La bûche
- 1999 - Elephant juice

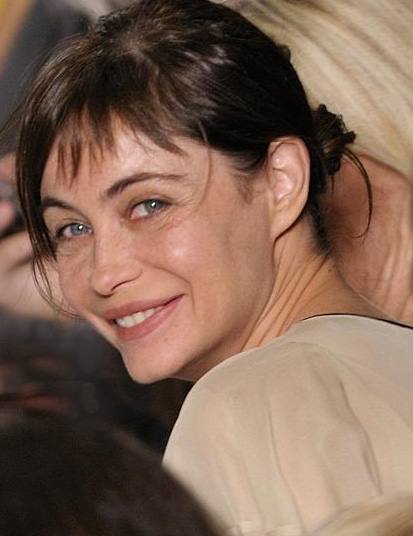
Emmanuelle Béart em 2009.

- 1999 - O tempo redescoberto (Le temps retrouvé)
- 1998 - Voleur de vie
- 1998 - Don Juan
- 1996 - Le denier chaperon rouge (curta-metragem)
- 1996 - Missão impossível (Mission: Impossible)
- 1995 - Minha secretária (Nelly & Monsieur Arnaud)
- 1995 - Desejos secretos (Une femme française)
- 1994 - Ciúme - O inferno do amor possessivo (L'enfer)
- 1993 - Rupture(s)
- 1992 - Um coração no inverno (Un coeur en hiver)
- 1991 - Le bateau de Lu (curta-metragem)
- 1991 - J'embrasse pass
- 1991 - A bela intrigante (La belle noiseuse)
- 1991 - A viagem do Capitão Tornado (Il viaggio di Capitan Fracassa)
- 1989 - Les enfants du désordre
- 1989 - Marie-Antoinette, reine d'un seul amour (TV)
- 1988 - À gauche en sortant de l'ascenseur
- 1987 - Minha garota é um anjo (Date with an angel)
- 1986 - A vingança de Manon (Manon des sources)
- 1986 - La femme de sa vie (TV)
- 1985 - L'amour en douce
- 1984 - Et demain viendra le jour (TV)
- 1984 - Raison perdue (TV)
- 1984 - Un amour interdit
- 1983 - Premiers désirs
- 1983 - Zacharius (TV)
- 1986 - Demain les mômes
- 1972 - La course du lièvre à travers les champs

## Prêmios
- Ganhou o Cesar de Melhor Atriz Coadjuvante, por "A Vingança de Manon" (1986).
- O European Film Awards de Melhor Atriz, por 8 Mulheres (2002).
- Urso de Prata no Festival de Berlim, por 8 Mulheres (2002).
- Ganhou o prêmio de Melhor Atriz no Festival de Moscou, por "Desejos Secretos" (1995).
- Recebeu 5 indicações ao Cesar de Melhor Atriz, por "Les Enfants du Désordre" (1989), "La Belle Noiseuse" (1991), "Um Coração no Inverno" (1992), "Minha Secretária" (1995) e "Les Destinées Sentimentales" (2000).
- Recebeu 2 indicações ao Cesar de Melhor Revelação Feminina, por "Un Amour Intedit" (1984) e "L'Amour en Douce" (1985).